# 飯窪春菜
飯窪 春菜（いいくぼ はるな、1994年11月7日 - ）は、日本の歌手、女優、ファッションモデル。女性アイドルグループ・モーニング娘。の元メンバー（10期）。愛称ははるなん。イメージカラーはハニー色（薄黄色）。
東京都八王子市出身。血液型O型。身長162 cm。ジャストプロ所属（アップフロントクリエイトと業務提携）。
モーニング娘。加入前はハーツエージェントおよびフォスターに所属し、壇 はう（だん はう）という芸名でモデルの活動をしていた。
モーニング娘。卒業後は2020年4月1日までVTuberのバーチャルアイドル「Ni-na」をVR法人HIKKYと共同でプロデュースしていた。

## 略歴

### モーニング娘。加入前
- ハーツエージェントに所属し、本名の飯窪春菜で活動[要出典]。

2009年
- ファッション雑誌『ラブベリー』（徳間書店）の専属モデルオーディションで特別賞を受賞し、フォスターに所属。同年6月号に初登場。オーディション時点では飯窪春菜名義だったが、7月号から芸名が壇はうとなる。2011年2月号で『ラブベリー』を卒業。

2011年
- 1月22日より公開の映画『犬とあなたの物語 いぬのえいが「バニラのかけら」』に出演。
- 『モーニング娘。10期メンバー『元気印』オーディション』に参加。

### モーニング娘。加入後
2011年
- 9月29日、『モーニング娘。コンサートツアー2011秋 愛BELIEVE〜高橋愛 卒業記念スペシャル〜』の日本武道館公演にて、約6,000人が応募した上記オーディションに合格し、石田亜佑美、佐藤優樹、工藤遥と共に「モーニング娘。」の10期メンバーに選ばれたことが発表される[14]（高校生での加入は、石川梨華以来の加入となった[15]）。プロデューサーであるつんく♂から「ピュアな性格」「華がある」「歌が良い」といった点が評価された（加入後、ハロー!プロジェクト モベキマスにも参加）[16]。加入当初のメンバーカラーはチョコレート色。

2012年
- 4月7日より始まった、アール・エフ・ラジオ日本『モーニング娘。のモーニング女学院〜放課後ミーティング〜』にパーソナリティとして不定期出演。
- 6月6日から12日まで行われた舞台『ステーシーズ 少女再殺歌劇』に出演。
- 7月20日、『SATOYAMA movement』によるユニット・DIY♡のメンバーに徳永千奈美（Berryz工房）、夏焼雅（Berryz工房）、矢島舞美（℃-ute）、中島早貴（℃-ute）と共に選出される[17][18]。
- 7月28日、モーニング娘。50thシングル「One・Two・Three/The 摩天楼ショー」リリースイベント（ディファ有明）にてメンバーカラーの変更を発表[19]。同月30日、Ustream番組『モーニング娘。10期メンバー緊急生配信! 〜さよならチョコレート〜 チョコレート色卒業スペシャル』にて新色「ハニー色」を発表し[20]、同年9月の『モーニング娘。誕生15周年記念コンサートツアー2012秋 〜カラフルキャラクター〜』より正式に変更[21][22]。
- 9月10日、モーニング娘。10期メンバーによる『モーニング娘。天気組オフィシャルブログ』を開設[23]。
- 10月15日から始まった、世界各国を巡る握手会イベント『Hello! Project 15th Anniversary〜THANK YOU〜 Worldwide Handshake Events 世界握手会 〜"ありがとう"をこめて〜』に参加（15日台北、17日バンコク、30日パリ）[24]。

2013年
- 4月6日より、MBSラジオ『MBSヤングタウン土曜日』にレギュラーパーソナリティとして出演。
- 5月3日、『モーニング娘。コンサートツアー2013春 ミチシゲ☆イレブンSOUL 〜田中れいな卒業記念スペシャル〜』の中野サンプラザでの昼公演にて、10期メンバーと共にモーニング娘。の単独コンサート出演100公演を達成[25]。
- 5月22日、譜久村聖と共にモーニング娘。サブリーダーに就任（2014年11月27日より、譜久村がリーダーになったことに伴い、生田衣梨奈と共同で担当）。
- 6月12日から23日まで行われた舞台『大人の麦茶×ゲキハロ「ごがくゆう」』に出演。

2014年
- 2月6日、『Top Yell』にて、「モーニング娘。'14飯窪春菜 365まんがDAYS」の連載を開始[26][27]。
- 8月1日、ファッションコーディネートサイト『WEAR』のアカウントを開設[28]。
- 10月5日、『Morning Musume。'14 Live Concert in New York』にて、10期メンバーと共に単独コンサート出演200公演を達成[29]。
- 11月7日創刊の『読売中高生新聞』（読売新聞東京本社）にて、漫画コラムの月1不定期連載を開始[30]。

2015年
- 2月15日、モーニング娘。12期メンバーの教育係に就任したことが発表される[31][32]。
- 3月14日より公開の映画『映画 プリキュアオールスターズ 春のカーニバル♪』に、自身がデザインしたキャラクターの声優として出演[33]。
- 3月29日、『Hello! Project ひなフェス 2015 〜 満開!The Girls' Festival 〜』にて、1回限りのユニット「パティスリー」として植村あかり（Juice=Juice）と島村嬉唄（カントリー・ガールズ）と共にパフォーマンスを披露[34]。

2018年
- 8月17日、同年秋のモーニング娘。'18のツアーをもってモーニング娘。'18を卒業することが発表された[35]。ただし、同グループ卒業後も芸能活動はこれまで通り継続する。
- 12月16日、日本武道館で行われた『モーニング娘。'18コンサートツアー秋〜GET SET, GO!〜ファイナル 飯窪春菜卒業スペシャル』をもってモーニング娘。'18およびハロー!プロジェクトを卒業[36]。サブリーダーの卒業は保田圭に続き史上2人目。
- 12月17日、所属事務所のアップフロントプロモーションがジャストプロと業務提携し、ジャストプロとの提携タレントになった[7]。同時に『飯窪春菜オフィシャルブログ「Honey coming BLOG.（ハニカミブログ）」』、TwitterおよびInstagramアカウントを開設[7]。また、M-line clubに加入したことが発表された[37]。

2019年
- 1月11日、所属事務所を系列事務所のジェイピィールームへ移籍（引き続きジャストプロと業務提携）。

2021年
- 4月20日、プロeスポーツチーム「原宿 STREET GAMERS」の公式アンバサダーに就任[38]。

2023年
- 1月1日、所属事務所をジャストプロへ移籍し、新たに元事務所の系列事務所であるアップフロントクリエイトと業務提携を開始。

2024年
- 9月1日、同年11月におしり個展の開催が決定し、おしりのInstagramアカウントを開設[39]。

## 人物
- 妹が2人おり[40]、父も2人いる[41]。妹の1人は女優で女子プロレスラーの日菜といろ[5][6]。
- 好きな言葉は「努力は必ず報われる」[42]。
- 初恋は小学1年生の時で、『テニスの王子様』の越前リョーマ。「毎日『リョーマさま』って言ってほれぼれしてました」と明かしている[43]。
- 特技は姿勢をよくする目的でやっている生け花[11]、目の追いかけっこ、絵を描くこと、人の良いところを見つけること[44]。趣味は漫画、映画、ドラマ（どれも観る、読むこと）、絵を描くこと[45]、美術館巡り[46]で、学校では華道部・茶道部に所属していた。中学時代は3年間美術部で[45]、「全国教育美術展」で入選した経験を持つ[47]。

- 自宅で多くのペットを飼っており、猫の「シルキー」と「雷（らい）」[11][40]、「テト」、「みーこ」、ウーパールーパーの「ハク」[48]、ハムスターの「ラナ」[49]がいる。
- 父と母が漫画が好きで、自宅にある漫画を幼少期から読んでいた[50]こともあり、本人も座右の銘として「一日一冊」を挙げる[51]ほどの漫画好き。少年漫画、少女漫画を問わず読む[52]。
- 漫画の中でも一番好きなのは『ジョジョの奇妙な冒険』であり、7部の『スティール・ボール・ラン』まで自宅にある[50]。バッグの中に入れて持ち歩いていることも[46]。「モーニング娘。のメンバーとジョースター家のことを話したいがジョジョ仲間がいないので話ができない」「『アメトーーク!』の『ジョジョの奇妙な芸人』に出たい」などとインタビューで語っている[注 1][50]。
  - 『ジョジョ』で一番好きなキャラクターは空条承太郎。ダンスの練習など、日々の努力を怠らないようにしていきたいからとして、「無理だとか、無駄だとかいった言葉は聞きあきたし、おれたちには関係ねえ」を名言として挙げている[53][50][54]。実際に声優の小野大輔（空条承太郎役）に、劇中のセリフを言ってもらったことがある[55]。
- 好きなドラマの脚本家として野島伸司、好きな映画監督として園子温を挙げている[56]。
- ラブベリーオーディションの同期に大矢梨華子（グランプリ、元ベイビーレイズJAPAN）、刈谷友衣子（準グランプリ）、石田佳蓮（特別賞、元アイドリング!!!）がいる。
- ハロー!プロジェクトでは和田彩花（元アンジュルム）と仲が良い[57]。親しくなったきっかけについて、「モベキマスのイベントで和田さんと初めていろいろお話しして、メールのやり取りをしているうちに美術以外にも趣味が合ったので『こんなに気が合う人いない』ってなって」と述べている[43]。
- 芸能界では中川翔子と仲が良く、自身の卒業コンサートには中川を通じて知己を得た藤子不二雄A、堀井雄二も来場し、その交友関係の広さでも度々ファンを驚かせている[58]。

モーニング娘。関連
- モーニング娘。のオーディションを受けたきっかけは道重さゆみのブログでの告知。「道重さゆみの裏側が見たかった」とも述べている[59]。
- 合格後は、母から、幼少期にTVでモーニング娘。を見て「ここに入りたい」と言っていたことを聞く。また、高校の進路希望欄に「モーニング娘。」と書けるのがうれしかったという[60]。
- モーニング娘。でのメンバーカラーは      ハニー色（薄黄色）。2012年8月までは      チョコレート色（      茶色）[61][注 2]だった。
- 道重さゆみの卒業後はモーニング娘。最年長メンバーであった[63]。
- 尊敬する先輩は道重さゆみと真野恵里菜。
- モーニング娘。のサブリーダー就任は、加入してから1年7か月と22日後で、グループ最速での就任だった（2020年現在）。サブリーダーとしての在任期間は2,035日（5年6か月と25日）で、歴代2位の長さである。
- モーニング娘。10期メンバーの工藤遥と12期メンバーの尾形春水との3人で、胸の小ささを由来にした「AAA（トリプルエー）」という非公式ユニットを結成していた[64]。

MBSヤングタウン関連
- ラジオ番組『MBSヤングタウン土曜日』のレギュラーを2013年4月から2024年6月まで長期にわたり務めており、グループ卒業後もレギュラー出演を継続していた[65]。
- 同番組での共演が縁で明石家さんまの義子（大竹しのぶの実子）である大竹二千翔と見合いを行ったことがある[66]。
- 番組卒業の前に明石家さんまから本人がデザインした楽屋暖簾がプレゼントされている[67]。

## 作品

### 配信楽曲
- おバカねこと おバカねこバカのうた / 飯窪春菜（モーニング娘。'17）、金澤朋子（Juice=Juice）（2017年7月14日、UP-FRONT WORKS）[68]

### 楽曲
- ？？？ / 飯窪春菜&万丈トド（2018年11月25日、「バーチャルスター誕生！VER.受賞式〜伝説の始まり〜」エンディングテーマ曲、YouTube）

### 映像作品
DVD
- Greeting 〜飯窪春菜〜（2012年8月30日、アップフロントワークス） - e-Hello!（イーハロ）シリーズ（e-LineUP!期間限定販売）[69][70]
- BS-TBS サマーパーティー2012「おんな日舞（アイドル日本流）」（2012年11月9日、アップフロントワークス）[71]
- BS-TBS サマーパーティー2012「女子落語」（2012年11月9日、アップフロントワークス）[72]
- BS-TBS サマーパーティー2012「赤坂ダンスダンスダンス」（2012年11月9日、アップフロントワークス）[73]
- アロハロ!モーニング娘。9期・10期 DVD（2013年1月16日、アップフロントワークス/zetima）[74]
- 和田彩花 & 飯窪春菜 修学旅行？行ってきました！ in箱根（2013年7月13日、アップフロントワークス） - オフィシャルファンクラブHello! Project期間限定発売
- 譜久村聖＆工藤遥バースデーイベント2013・飯窪春菜バースデーイベント2013（二枚組、2013年12月15日、アップフロントインターナショナル） - Hello! Project ファンクラブ会員限定通信販売商品（期間限定販売）[75]
- モーニング娘。’14バースデーイベント2014“飯窪春菜&工藤遥”（2014年12月10日、アップフロントインターナショナル） - Hello! Project ファンクラブ会員限定通信販売商品（期間限定販売）[76]
- モーニング娘。譜久村聖＆飯窪春菜 バースデーイベント〜高校生NIGHT!!〜（期間限定販売）
- モーニング娘。'16 飯窪春菜 Birthday DVD 2016（期間限定販売）
- モーニング娘。’17 飯窪春菜・加賀楓バースデーイベント（期間限定販売）
- モーニング娘。’18 飯窪春菜・加賀楓バースデーイベント（期間限定販売）
- 和田彩花&飯窪春菜 卒業旅行？ 行ってきました！ in熱海（期間限定販売）
- Morning Days Happy Holiday 10期メンバー 飯窪春菜・石田亜佑美・佐藤優樹・工藤遥 ファンクラブツアー in 山梨（期間限定販売）
- Morning Days Happy Holiday 飯窪春菜ファンクラブツアー in 鬼怒川（期間限定販売）

## 出演

### テレビドラマ
- 月曜ゴールデン JNN50周年記念 ガラスの牙 熱血DJ保護司・権藤明子〜涙の少年少女観察日記（2010年3月8日、CBCテレビ・TBS） - 戸田くみ 役
- 数学♡女子学園（2012年1月11日 - 3月28日、日本テレビ） - 宇田川りん 役
- 逃亡料理人ワタナベ 第7話・第8話（2019年3月、ひかりTV）- 本間夕子 役
- 都立水商!〜令和〜（2019年5月 - 6月、MBS・TBS） - 温井寧々 役[77]
- 病室で念仏を唱えないでください 第1話（2020年1月17日、TBS）- 及川結衣 役
- FAKE MOTION -卓球の王将-（2020年4月9日 - 、日本テレビ） - アイ 役
- ドラマ10「タリオ 復讐代行の2人」第4話（2020年10月30日、NHK総合） - ホノカ 役
- 警視庁アウトサイダー 第6話（2023年2月9日、テレビ朝日） - 美依 役[78]

### バラエティ
- ハロプロ!TIME（2011年9月 - 2012年6月、テレビ東京）
- ハロー!SATOYAMAライフ（2012年6月 - 2013年12月、テレビ東京）
- The Girls Live（2014年1月 - 2018年12月、テレビ東京）
- 悩める前職:アイドルちゃん〜アイドルやめて何するの?〜（2018年12月27日、テレビ朝日） - ナレーション[79]
- チャント!（2019年4月 - 2020年3月、CBCテレビ） - リポーター
- KURAGAE -私たちのこと、推してください！-（2020年4月15日・22日、テレビ東京）
- わたし、こうして垢抜けました。（2021年10月4日 - 、ABEMA SPECIAL2チャンネル） - メインプレゼンター
- eスポでドン!（2021年10月5日 - 、BS12） - 司会[80]

### テレビ（その他）
- Miki Nonaka presents…モーニング娘。’21〜SONGS FOR YOU〜（2021年10月23日、CSテレ朝チャンネル1） - アフタートークMC

### ラジオ
- モーニング娘。のモーニング女学院〜放課後ミーティング〜（2012年5月19日 - 2018年12月15日、ラジオ日本）
- MBSヤングタウン土曜日（2013年4月6日 - 2024年6月22日、MBSラジオ） - アシスタント
  - モーニング娘。'16のMBSヤングタウン（2016年1月3日） - 工藤遥・佐藤優樹・尾形春水・牧野真莉愛と共演
  - ハロー!プロジェクトOGのMBSヤングタウン（2020年2月1日） - 工藤遥・中島早貴・宮崎由加と共演[81]
  - 飯窪春菜と横山玲奈2人っきりのMBSヤングタウン（2021年1月2日） - 横山玲奈と共演[82]
  - 飯窪春菜と工藤遥 同期2人のMBSヤングタウン（2022年1月1日） - 工藤遥と共演[83]
  - モーニング娘。25周年スペシャル 高橋愛、飯窪春菜、工藤遥のMBSヤングタウン（2022年12月31日） - 高橋愛・工藤遥と共演[84]
  - 飯窪春菜とモーニング娘。10期のMBSヤングタウン（2023年12月30日） - 石田亜佑美・佐藤優樹と共演[85]

### ネット配信
- 飯窪春菜緊急記者会見?（2012年7月28日、YouTube）
- モーニング娘。10期メンバー緊急生配信! 〜さよならチョコレート〜 チョコレート色卒業スペシャル（2012年7月30日、Ustream）
- ゲスト、まぁちゃん。[注 3]（2012年8月13日、Ustream） - 司会
- よーぴすサンタのクリスマス 2018（2018年12月25日、ニコニコ動画） - ゲスト
- スイツイ（2018年12月26日、BuzzFeedJapan） - ゲスト
- カンストTV「飯窪春菜とカン太のゲームフューチャー！」（2020年1月6日 - 、YouTube） - レギュラー
- 飯窪春菜のマンガ一日一冊!（2023年2月25日 - 、ニコニコチャンネル）[86]

### CM
- タカラトミー ラブデジシリーズ（2009年 - 2010年） - 広瀬アリスと共演
  - ムービングフォト（2009年）
  - ふりふりフォトフレーム（2010年）
  - プリシールスティック（2010年）
- カンポウ専科（クラシエ薬品）

### 映画
- 犬とあなたの物語 いぬのえいが「バニラのかけら」（2011年1月22日、アスミック・エース） - 奈津子の同級生 役
- 映画 プリキュアオールスターズ 春のカーニバル♪（2015年3月14日、東映） - 妖精（ハタチーナ） 役[87][33]
- 劇場版 ほんとうにあった怖い話 2019 冬の特別篇（2019年11月16日、パル企画）

### ライブ・コンサート
- Hello! Project 2020 Winter HELLO! PROJECT IS [　　　　　] 〜side A〜/〜side B〜（2020年1月2日・3日・25日・26日・2月11日）[88] - MCアシスタント

### 舞台・ミュージカル
- ステーシーズ 少女再殺歌劇（2012年6月6日 - 12日、全労済ホール/スペース・ゼロ） - ミキヨ / 美伊 役
- 大人の麦茶×ゲキハロ「ごがくゆう」（2013年6月12日 - 23日、紀伊國屋サザンシアター / シアターBRAVA!）[89]
- 演劇女子部「続・11人いる! 東の地平・西の永遠」（2016年6月11日・12日、京都劇場 / 16日 - 26日、サンシャイン劇場） - アナティ 役（「イースト」公演）、ローン 役（「ウェスト」公演）
- 演劇女子部「ファラオの墓」（2017年6月2日 - 11日、サンシャイン劇場） - ネルラ 役
- 演劇女子部「ファラオの墓 〜蛇王・スネフェル〜」（2018年6月1日 - 10日、サンシャイン劇場 / 15日 - 17日、メルパルクホール大阪） - ネルラ 役
- 劇団プープージュース第29回公演「フェイクニュース」（2021年4月8日 - 18日、シアタートラム） - 主演・泉川真琴 役[90]
- ロミオとロザライン（2021年7月9日 - 25日、紀伊國屋サザンシアターTAKASHIMAYA / 7月30日 - 8月1日、サンケイホールブリーゼ） - ジュリエット 役[91]
- 一瞬の風になれ（2021年10月20日 - 25日、かめありリリオホール / 11月1日 - 2日、杜のホールはしもと） - 谷口若菜 役 [92]
- 『終末のワルキューレ』〜The STAGE of Ragnarok〜（2021年11月27日 - 12月5日、こくみん共済 coop ホール/スペース・ゼロ）- 主演・ブリュンヒルデ 役[93]
- 舞台「炎炎ノ消防隊」-破壊ノ華、創造ノ音-（2022年1月18日 - 23日、KT Zepp Yokohama）- リサ 役[94]
- テイルズ オブ アライズ オンラインシアター リベレイターズ -希望を託されし解放者たち- New Attempt（2022年3月26日 - 3月27日）- シオン 役[95]
- ボーイング・ボーイング（2022年5月14日 - 29日、自由劇場 / 6月3日 - 5日、京都劇場） - ジャクリーン 役[96]
- NIGHT HEAD 2041-THE STAGE-（2022年7月1日 - 10日、シアターGロッソ） - 小林君枝 役[97]
- 舞台「炎炎ノ消防隊 -地下からの奪還-」（2022年9月17日 - 9月25日、サンシャイン劇場 / 9月29日 - 10月2日、京都劇場）- リサ 役[98]
- 青の炎（2022年10月28日 - 11月6日、こくみん共済 coop ホール/スペース・ゼロ） - 福原紀子 役[99]
- ノラネコシティ（2022年12⽉3⽇ - 12⽉11⽇、新宿FACE） - ドーラ 役[100]
- トワツガイ（2023年6月16日 - 25日、サンシャイン劇場）- ツバメ 役[101]
- 浜村渚の計算ノート（2023年9月14日 - 9月18日、サンシャイン劇場 ほか福岡、大阪、名古屋） - 大山あずさ 役[102]
- 舞台『東京リベンジャーズ』- 聖夜決戦編 -（2023年12月22日 - 2024年1月8日、東大阪市文化創造館 Dream House 大ホール ほか）- 柴柚葉 役[103]
- 『福田こうへい 特別公演』（2024年2月9日 - 23日、新歌舞伎座 / 2024年3月8日 - 31日、明治座）[104]
- 女の友情と筋肉 THE MUSICAL -幸せの上腕二頭筋-（2024年5月17日 - 6月9日、なかのZERO 大ホール ほか） - 柴田ジュン 役[105]
- 舞台『トワツガイ Ⅱ』（2024年7月18日 - 23日、大手町三井ホール） - ツバメ 役[106]
- 朗読劇『夢から醒めない夢を見よ。』（2024年9月12日、シアター・アルファ東京）[107]
- 劇団12ミニッツ 第3回公演『xxxになれなくて』（2024年10月16日 - 22日、浅草九劇）[108]
- 劇団PU-PU-JUICE 第31回公演『竜馬を殺す』（2025年1月15日 - 19日、シアターサンモール） - 加代 役[109]
- 聖剣伝説3 TRIALS of MANA THE STAGE（2025年3月7日 - 4月6日、サンシャイン劇場ほか） - アンジェラ 役[110][111]
- 東京印vol.27『THEATER』〜君に会いたい〜（2025年4月30日 - 5月4日、ザ・ポケット）[112]
- 舞台『ヘブンバーンズレッド』（2025年10月31日 - 11月9日〈予定〉、東京ドームシティ シアターGロッソ） - 手塚咲 役[113]

### ミュージック・ビデオ
- モーニング娘。'19「人生Blues」（2019年6月12日発売）

### 授賞式
- デジタル・コンテンツ・オブ・ジ・イヤー'14／第20回AMDアワード（2015年3月16日、明治記念館） - MCアシスタント[114][115][116]

### 発表会
- 『ゼルダ無双』完成発表会（2014年7月31日、ラフォーレミュージアム六本木） - 特別ゲスト[117]
- UNIDOL 2022-23 Winter 決勝戦/敗者復活戦（2023年2月15日、Zepp Haneda (TOKYO)） - MC

## 書籍

### 写真集
- 春色（2017年1月28日、オデッセー出版、撮影：根本好伸）[118]

### ビジュアルフォトブック
- female（2018年5月12日、オデッセー出版、撮影：木村晴）[119]

### 雑誌連載
- ラブベリー（2009年5月1日 - 2010年12月27日、徳間書店） - 専属モデル
- Top Yell（2014年2月6日 - 、竹書房）[26][27] - 「モーニング娘。'15飯窪春菜の365まんがDAYS」[120]

### 新聞連載
- 読売中高生新聞（2014年11月 - 、月1回不定期掲載、読売新聞）[30] - 「番外地 漫画を語る」[121]

## 所属グループ・ユニット
- モーニング娘。（2011年 - 2018年）
  - モーニング娘。天気組（2012年）[注 4]
  - モーニング娘。20th（2017年 - 2018年）
- シャッフルユニット
  - ハロー!プロジェクト モベキマス（2011年、モーニング娘。加入後合流）
  - パティスリー（2015年3月29日）[34][122]
  - ハロプロ・オールスターズ（2018年）
- 企画ユニット
  - DIY♡（2012年）[注 5]